# Río Gascoyne

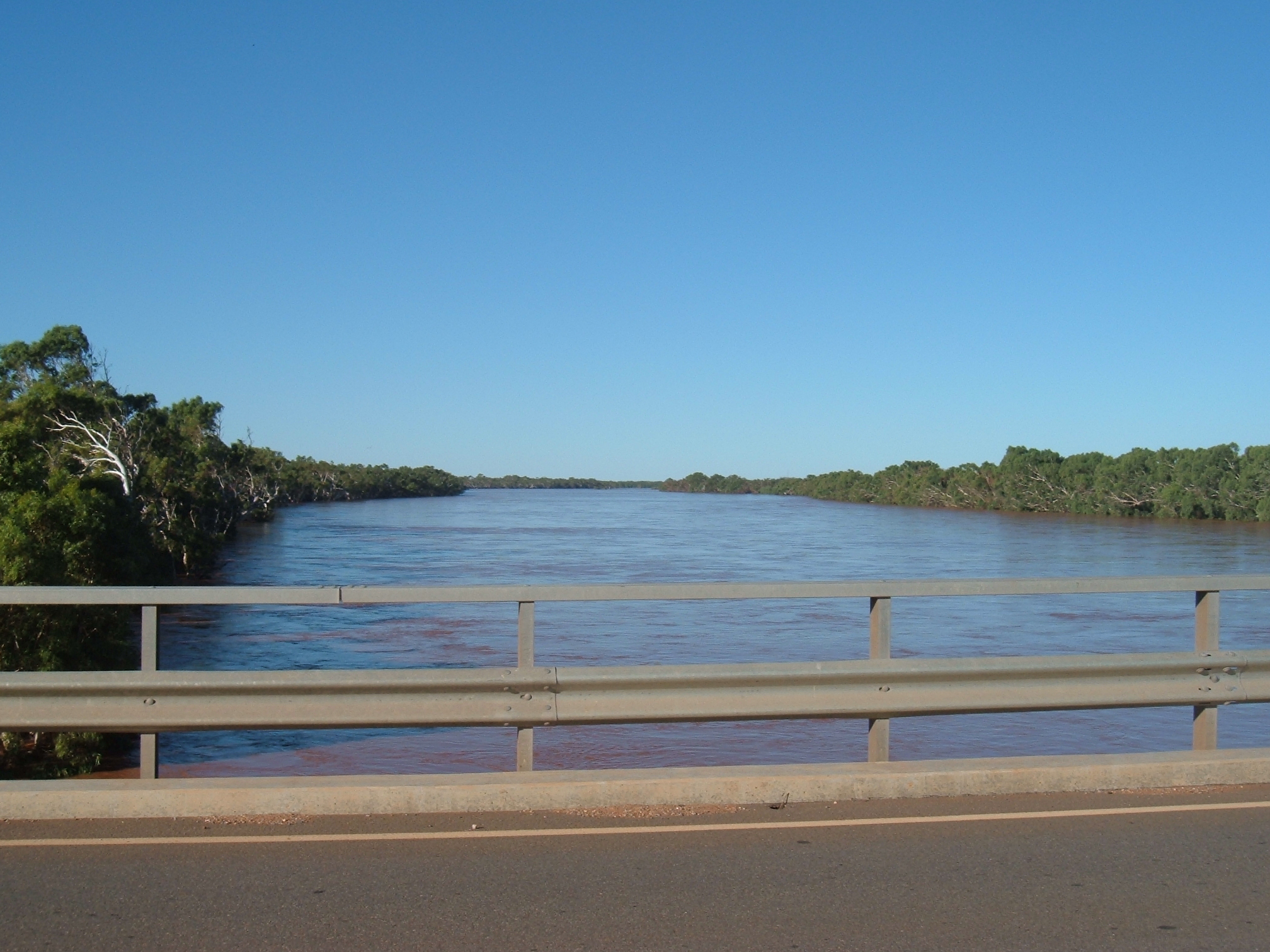
Río Gascoyne en crecida, 2006

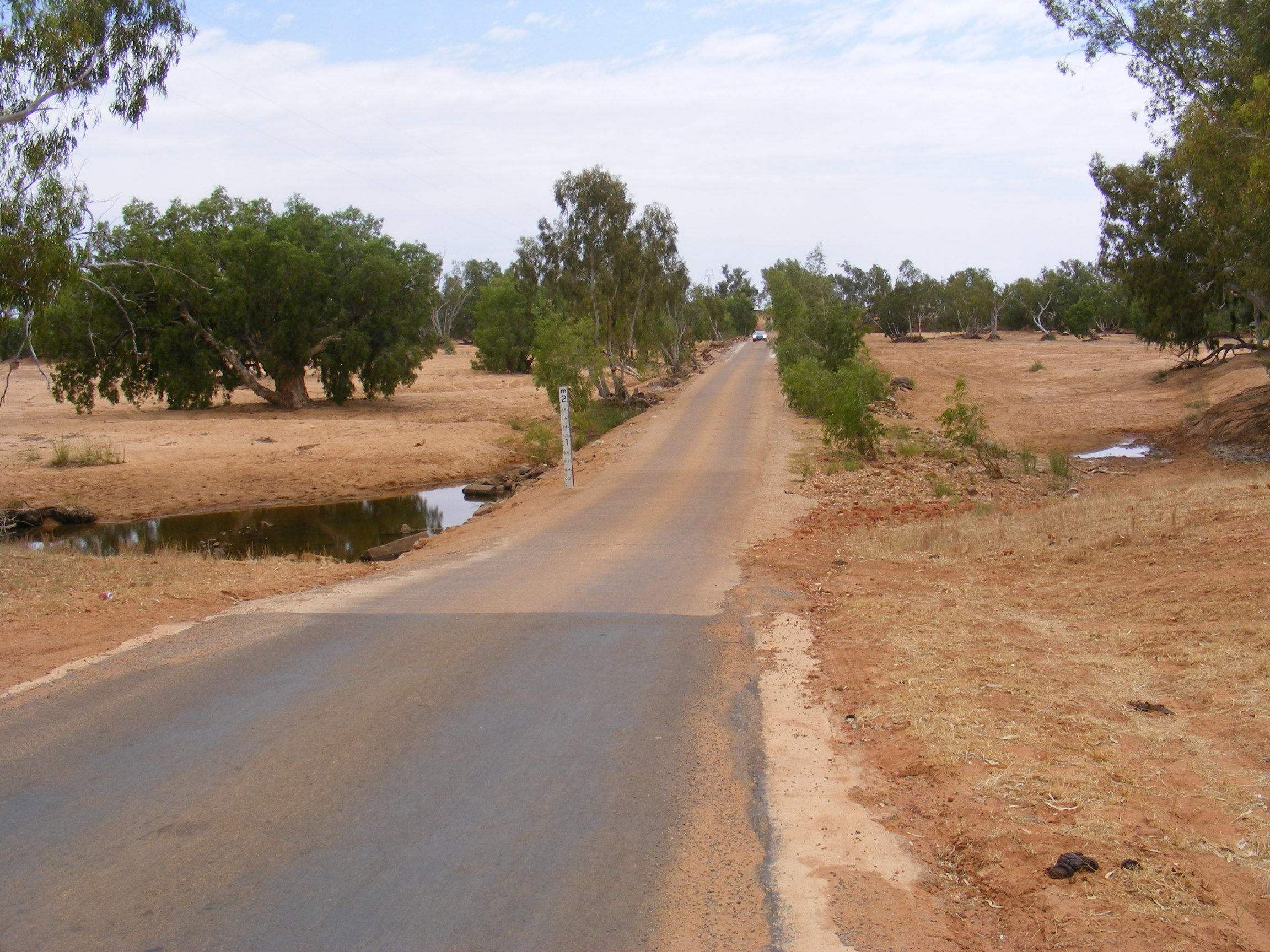
Cruce del río Gascoyne, 2007

El río Gascoyne es un río en la región de Gascoyne en Australia Occidental. Con 865 kilómetros de longitud, es el río más largo de este estado australiano.

## Descripción
El río Gascoyne se compone de tres ramales en su curso superior. El río, que drena la cordillera Collier, nace como el río Gascoyne (rama norte) en la estación de Three Rivers, cerca de la autopista Great Northern Highway, a 100 kilómetros al noreste de Peak Hill. Recorre aproximadamente 125 kilómetros. El ramal central nace al oeste de los lagos Beyondie, al este de Kumarina y al este de la autopista Great Northern Highway, y recorre unos 15 km. El río Gascoyne (rama sur) nace cerca de la granja Doolgunna y recorre unos 15 km.
El río Gascoyne fluye generalmente hacia el oeste-suroeste y recibe las aguas de 36 afluentes, entre ellos los ríos Lyons, Landor y Thomas, así como de numerosos arroyos y barrancos. Los dos ríos principales, el Gascoyne y el Lyons, conforman una cuenca hidrográfica de 68 326 km² que se extiende por completo al este de la cordillera Kennedy y se adentra unos 480 km hacia el interior. El río desemboca en la bahía Shark, en el océano Índico, cerca de Carnarvon. El río desciende 514 metros a lo largo de sus 865 kilómetros de recorrido. 
Se le conoce como «río invertido», ya que fluye durante unos 120 días al año y el resto del tiempo discurre por debajo del lecho seco del río. En realidad, se trata de un enorme sistema de almacenamiento de agua subterráneo.
El río Gascoyne discurre por una zona rural con poca vegetación, dedicada principalmente a la minería del oro y a la cría de ovejas y ganado. Cuenta con numerosos estanques permanentes que son muy valiosos para el ganado y las especies autóctonas. Algunos de los estanques más importantes situados a lo largo del río son Tibbingoona Pool, Mutherbokin Pool y Mibbley Pool.

## Historia
La extensa cuenca del río Gascoyne significa que fluye a través del país de varios pueblos aborígenes, siendo los principales los Baiyungu, Yinggarda, Thudgari, Malgana y Wajarri . 
El 4 de marzo de 1839, el explorador teniente George Grey lideró el primer grupo de europeos que vio el río, al que bautizó en honor a un amigo, el capitán John Gascoyne RN, hijo de Bamber Gascoyne, lord comisionado del Almirantazgo. El capitán Gascoyne era miembro del comité de la Sociedad Misionera de Australia Occidental, con sede en Londres, y de la Asociación de Londres para la Protección de los Intereses de la Colonia.
Desde mediados de 1909 hasta principios de 1913, la zona tuvo tres años secos, durante los cuales el río Gascoyne no corrió, y como resultado Carnarvon tuvo problemas de suministro de agua. 

## Inundaciones
La inundación más grave del río Gascoyne se produjo en diciembre de 2010. Fue provocada por unas precipitaciones récord, que superaron en más de un 6000 % la media mensual, con 313,6 mm y 5 mm respectivamente, en solo cuatro días. Las inundaciones causaron daños generalizados en la región. El agua alcanzó niveles récord en tres estaciones a lo largo del río, con una crecida de 15,53 metros cerca de Fishy Pool.
Se emitieron órdenes de evacuación para varias localidades afectadas por la crecida de las aguas. El impacto más significativo se sintió en Carnarvon, donde se arrasaron viviendas enteras. Tras la catástrofe, se distribuyeron suministros de emergencia y fondos a los residentes afectados para ayudarles a restablecer sus medios de vida. Aunque no hubo víctimas mortales, se calcula que perecieron dos mil cabezas de ganado y los daños se estimaron en 100 millones de dólares australianos. La magnitud de la inundación y la región afectada provocaron problemas generalizados.
En marzo de 2015, el ciclón Olwyn afectó el río Gascoyne y provocó las inundaciones más graves desde 2010. 

## Galería

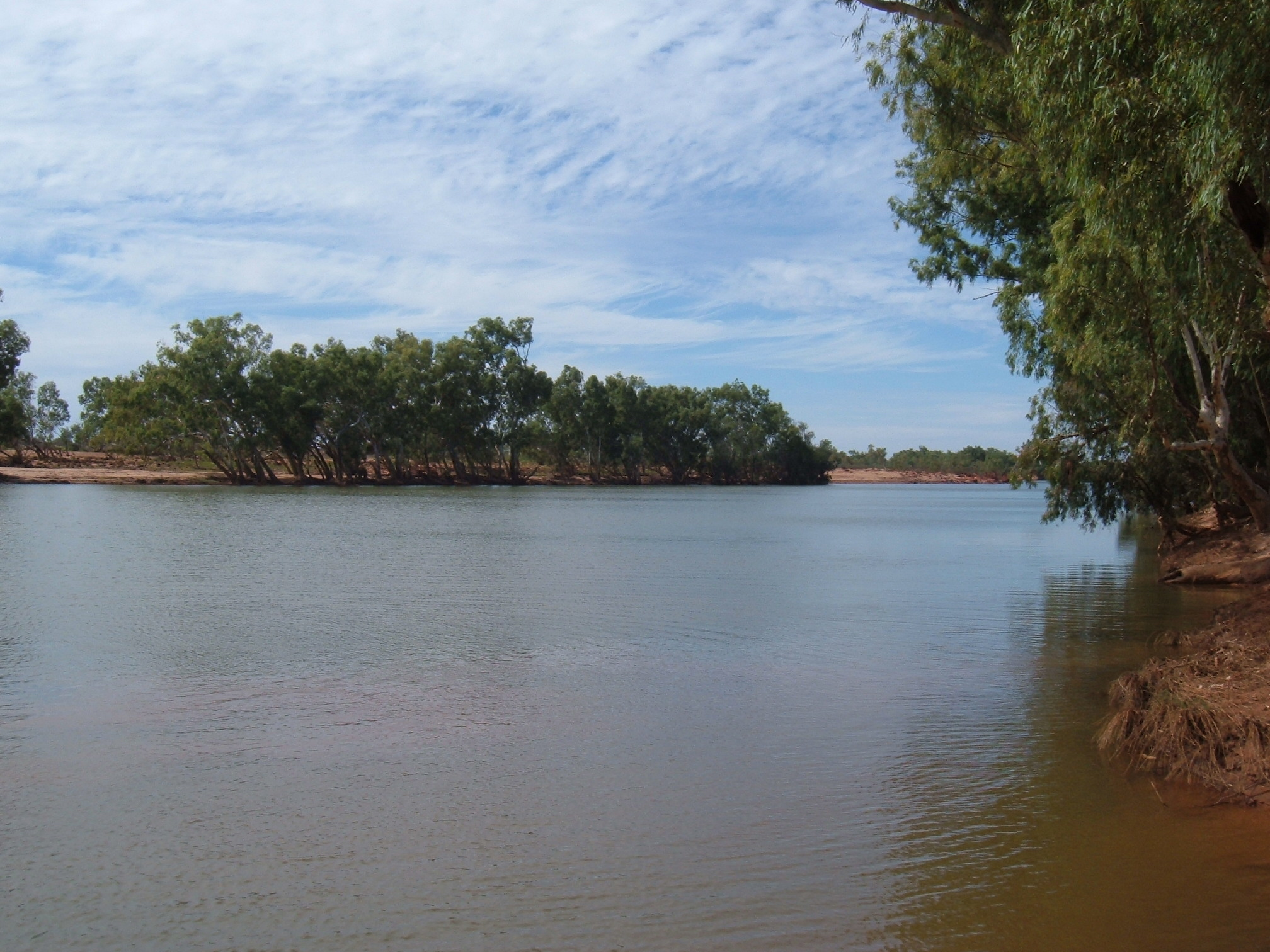
Piscina natural del río Gascoyne, abril de 2006.
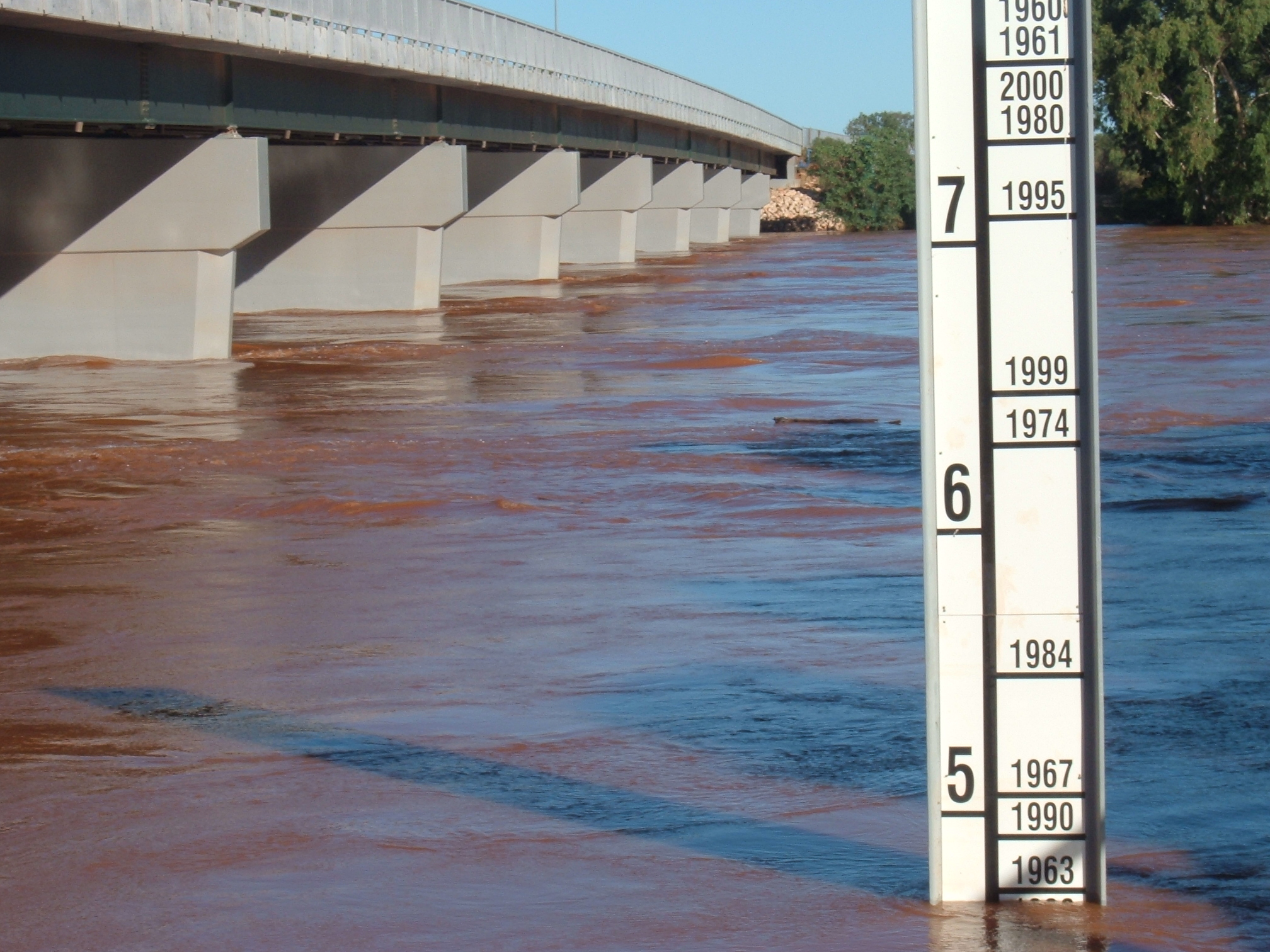
Río Gascoyne en crecida, abril de 2006
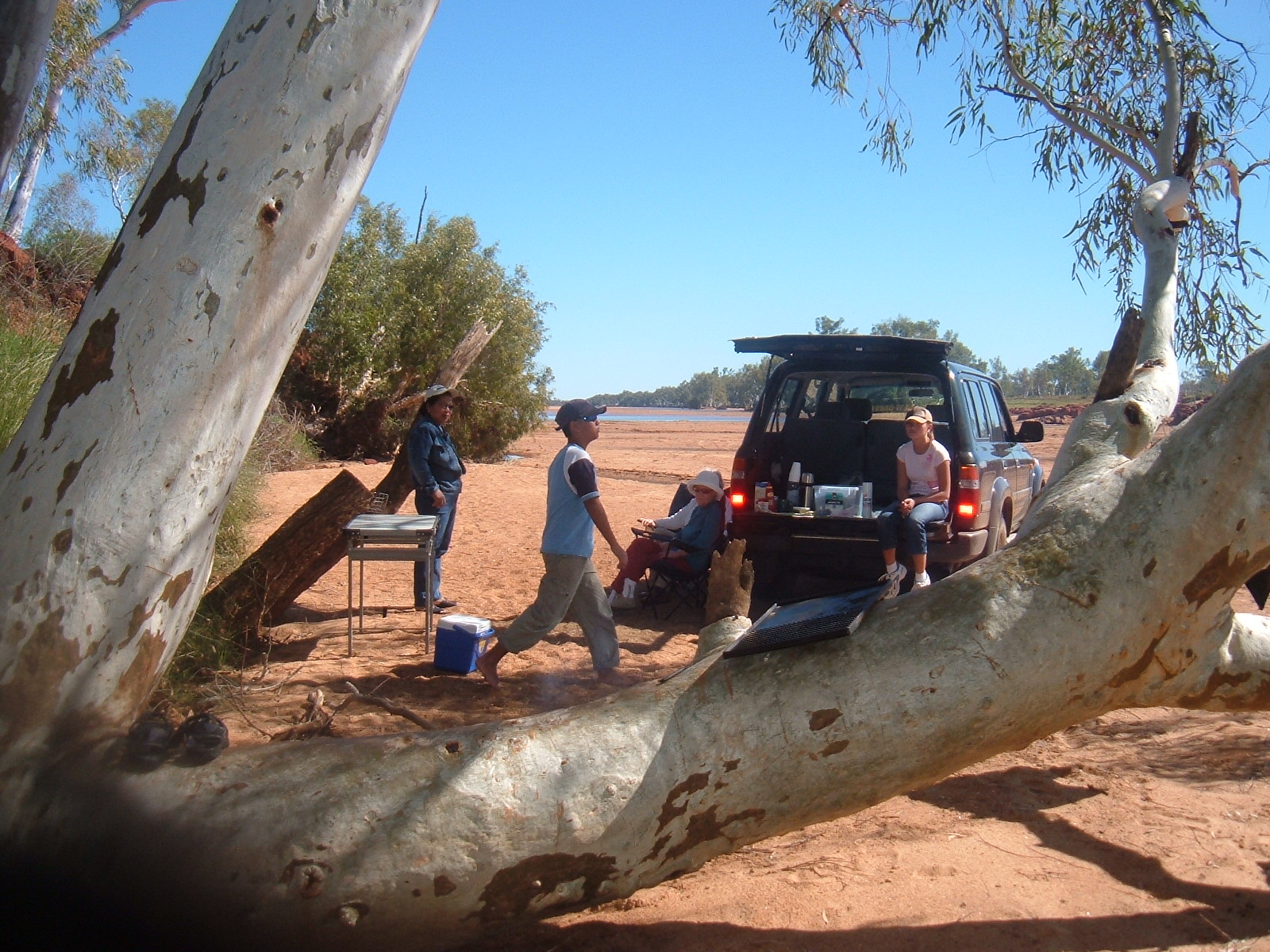
Cauce seco del río Gascoyne, julio de 2005